# Turn- und Sportverein Herrsching 2014-2015
Questa voce raccoglie le informazioni riguardanti il Turn- und Sportverein Herrsching nelle competizioni ufficiali della stagione 2014-2015.

## Organigramma societario
Area direttiva
- Presidente: Hannelore Doch

Area tecnica
- Allenatore: Maximilian Hauser
- Allenatore in seconda: Uwe Lindemann
- Assistente allenatore: Marvin Polte
- Scout man: Thore Haag, Michael Mattes

Area sanitaria
- Medico: Samuel Bonorden
- Fisioterapista: Björn Bauer, Carolin Friedrich, Sebastian Gnatz, Kathrin Mägdefrau

## Rosa
| N° | Nome               | Ruolo | Data di nascita  | Nazionalità sportiva |
| -- | ------------------ | ----- | ---------------- | -------------------- |
| 1  | Benedikt Doranth   | S     | 28 dicembre 1987 | Germania             |
| 2  | Fabian Breinbauer  | P     | 14 novembre 1993 | Germania             |
| 5  | Julius Höfer       | S     | 10 marzo 1992    | Germania             |
| 6  | Florian Malescha   | S     | 31 marzo 1998    | Germania             |
| 7  | Jan Wenke          | C     | 1º novembre 1989 | Germania             |
| 8  | Michael Wehl       | C     | 27 luglio 1990   | Germania             |
| 9  | Tobias Neumann     | P     | 7 settembre 1988 | Germania             |
| 10 | Philip Heckmann    | P     | 19 febbraio 1987 | Germania             |
| 11 | Daniel Malescha    | S/O   | 28 aprile 1994   | Germania             |
| 12 | Thomas Ranner      | C     | 31 luglio 1987   | Germania             |
| 15 | Roy Friedrich      | C     | 1º febbraio 1988 | Germania             |
| 16 | Luke Smith         | S     | 30 agosto 1990   | Australia            |
| 18 | Sebastian Prüsener | L     | 26 maggio 1982   | Germania             |